# Rampon av Barcelona
Rampon av Barcelona, död 825, var regerande greve av Barcelona mellan 820 och 825.
Han fick grevskapet Barcelona av Ludvig den fromme sedan den förra greven avsatts för förräderi. Han utförde ett korståg mot morerna 822.